# Tritanopie
Unter Tritanopie (von altgriechisch τρίτος trítos, deutsch ‚der Dritte‘, nach Helmholtz dritter Rezeptor des trichromatischen Sehapparates) wird die Blaublindheit und unter Tritanomalie die Blausehschwäche verstanden. Es handelt sich dabei um eine genetisch bedingte Farbfehlsichtigkeit, bei der den Betroffenen die S-Zapfen in der Retina (Netzhaut) fehlen. Diese haben ihr Reaktionsoptimum im kurzwelligen, „blauen“ Spektralbereich, während L- und M-Zapfen vor allem auf Licht mit größerer Wellenlänge ansprechen und unter anderem der Unterscheidung von Rot und Grün dienen. Menschen mit Tritanopie haben daher nur zwei statt drei verschiedene Zapfentypen. Betroffen sind bei Männern und bei Frauen jeweils etwa 0,005 % an Tritanopie und 0,005 % an Tritanomalie.
Menschen mit Tritanopie sind in ihrer Sehstärke nicht beeinträchtigt, da Menschen ohnehin nur circa 8 % S-Zapfen haben, wohingegen L- und M-Zapfen zu je circa 46 % in der Netzhaut vorhanden sind.

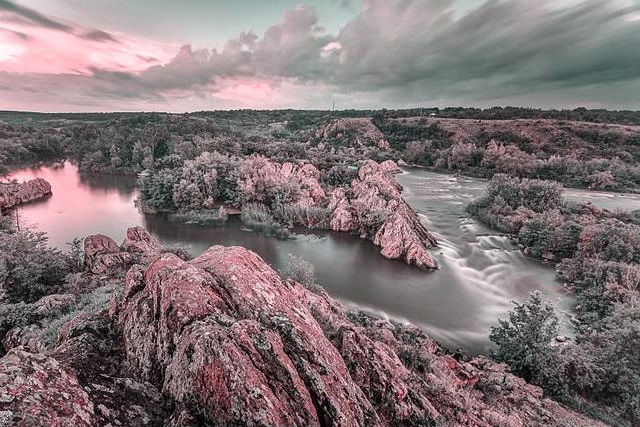
Tritanopia Sicht

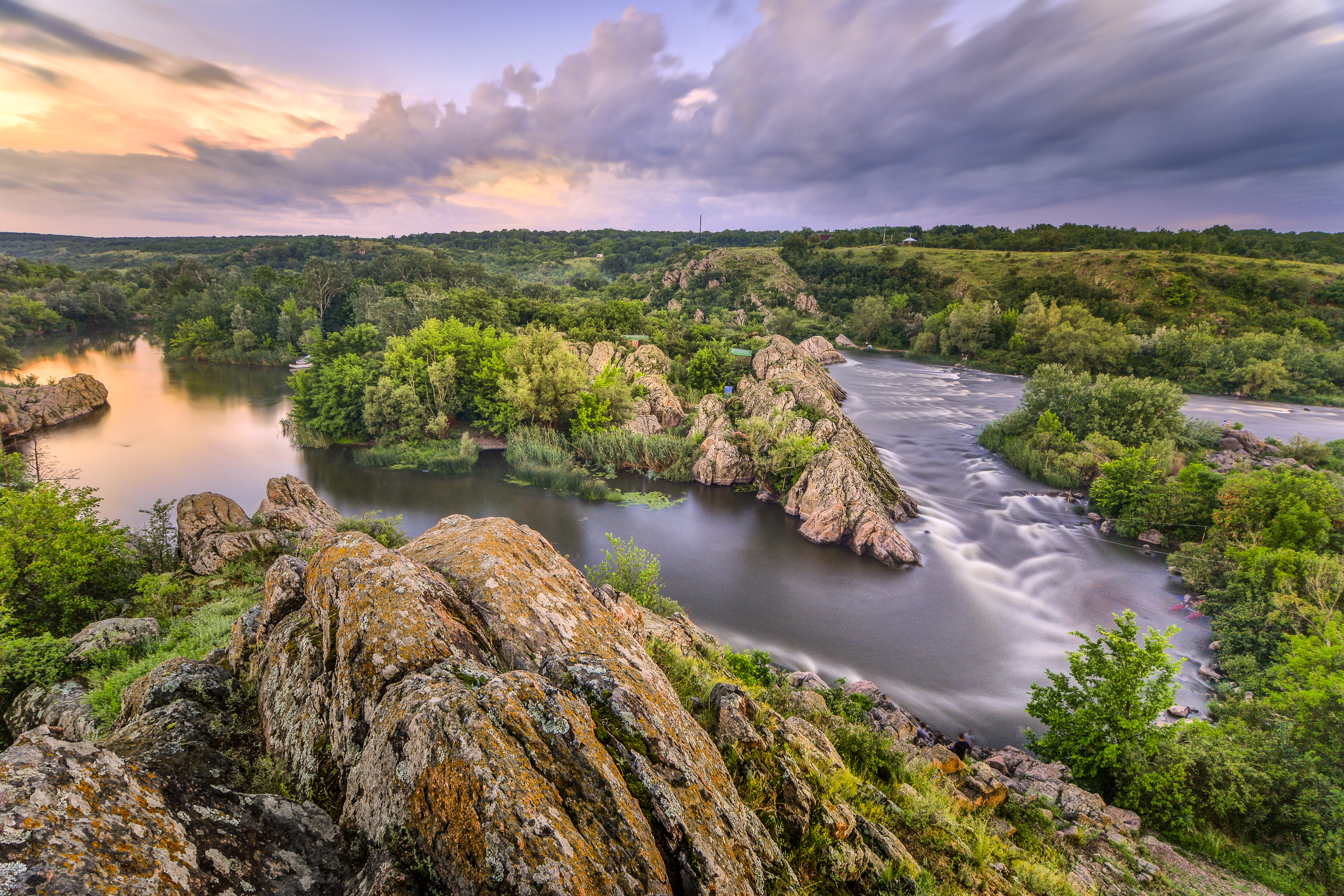
Normalsicht